# E Nomine
E Nomine es un grupo alemán formado en 1999 por los productores Christian Weller y Friedrich Graner. "E nomine" es la modificación de la expresión latina, "in nomine" que significa "en el nombre", comienzo de la fórmula utilizada en la liturgia cristiana al hacer la señal de la cruz (in nomine patris...). "E(x) nomine" se podría traducir como "fuera del nombre", pero en sí la traducción es ambigua. Su música es una particular mezcla de techno, trance y música vocal similar al canto gregoriano. Los componentes de E Nomine lo denominan dance monumental. Su música está exquisitamente adornada con cantos gregorianos y coros líricos. Sus ritmos son acompañados con orquestas que forman siniestras melodías oscuras o eclesiásticas. El único vocalista y actor de E Nomine en los conciertos es Senad Fuerzkelper Giccic.
Después de muchos años sin noticias, un correo electrónico entre un fan y Chris Tentum (Weller) reveló que el grupo estuvo en proceso de producir nuevo material. Un año después de la noticia un nuevo sencillo de E Nomine apareció en Amazon.de titulado 'Heilig' (Santo o Sagrado), esperado ser lanzado en diciembre del 2007. La fecha de lanzamiento fue pospuesta para mediados de febrero del 2008. Debido a problemas las copias nunca fueron enviadas y el sencillo se dejó sólo disponible para descargar.
En 2012, los productores de E Nomine, Weller y Graner empezaron su nuevo proyecto "Schlafes Bruder". Es una autoproclamada revolución de E Nomine que hace uso del Hardrock con coros en latín. El tema de su primer álbum habla sobre las cruzadas. El vocalista es el mismo Graner, quien cantó también "Heilig" y "Excalibur" (Erdenblut), los últimos dos sencillos conocidos de E Nomine -pero nunca oficialmente lanzados-. Ambas canciones se encuentran en el primer álbum de "Schlafes Bruder" lanzado el 22.03.2013.

## Vocalistas

### Actores de doblaje/cantantes
- Christian Brückner
- Rolf Schult
- Helmut Krauss
- Michael Chevalier
- Martin Kessler
- Joachim Kerzel
- Eckart Dux
- Frank Glaubrecht
- Joachim Tennstedt
- Thomas Danneberg
- Volker Brandt
- Manfred Lehmann
- Tobias Meister
- Wolfgang Pampel
- Jürgen Thormann
- Elmar Wepper
- Gerrit Schmidt-Foß
- Otto Mellies
- Elisabeth Günther
- Ralf Moeller

### Coro
- Deutsche Oper Berlin

## Discografía

### Álbumes
- Das Testament, (1999)
- Finsternis, (2002)
- Finsternis - Limited Edition, (2002)
- Das Testament Digitally Remastered, (2002)
- Die Prophezeiung, (2003)
- Die Prophezeiung - Klassik Edition, (2003)
- Die Prophezeiung - Re-Release, (2003)
- Das Beste aus... Gottes Beitrag und Teufels Werk, (2004)
- Das Beste aus... Gottes Beitrag und Teufels Werk - Limited Edition, (2004)

En el año 2008 se corrió el rumor de un nuevo álbum titulado “Das Dunkle Element” que recorría la internet. El mismo era un álbum falso con tracks musicales ya existentes en los sencillos.
La página oficial de E Nomine fue dada de baja por lo que lleva a pensar que el proyecto se disolvió.

### Singles
- Vater Unser Archivado el 25 de julio de 2019 en Wayback Machine.
- E Nomine - Denn sie wissen nicht was sie tun
- Mitternacht
- Wolfen - Das Tier in mir
- Deine Welt
- Das Omen - Im Kreis des Bösen
- Schwarze Sonne
- Vater Unser Part II - Psalm 23
- Das Böse